# Christian Wolff (filozof)
Christian Wolff, cunoscut și drept Christian von Wolff, Christian Wolf (incorect) sau și Wolfius (n. 24 ianuarie 1679, Breslau, astăzi Wrocław, Polonia — d. 9 aprilie 1754, Halle), a fost un filosof idealist, reprezentant al idealismului german.
A sistematizat și a popularizat raționalismul lui Leibniz. În 1745, Christian Wolff a primit titlul de baron de la Electorul de Bavaria.

## Opere
Principala sa operă este Logica sau cugetări raționale despre puterile intelectului uman (1712).

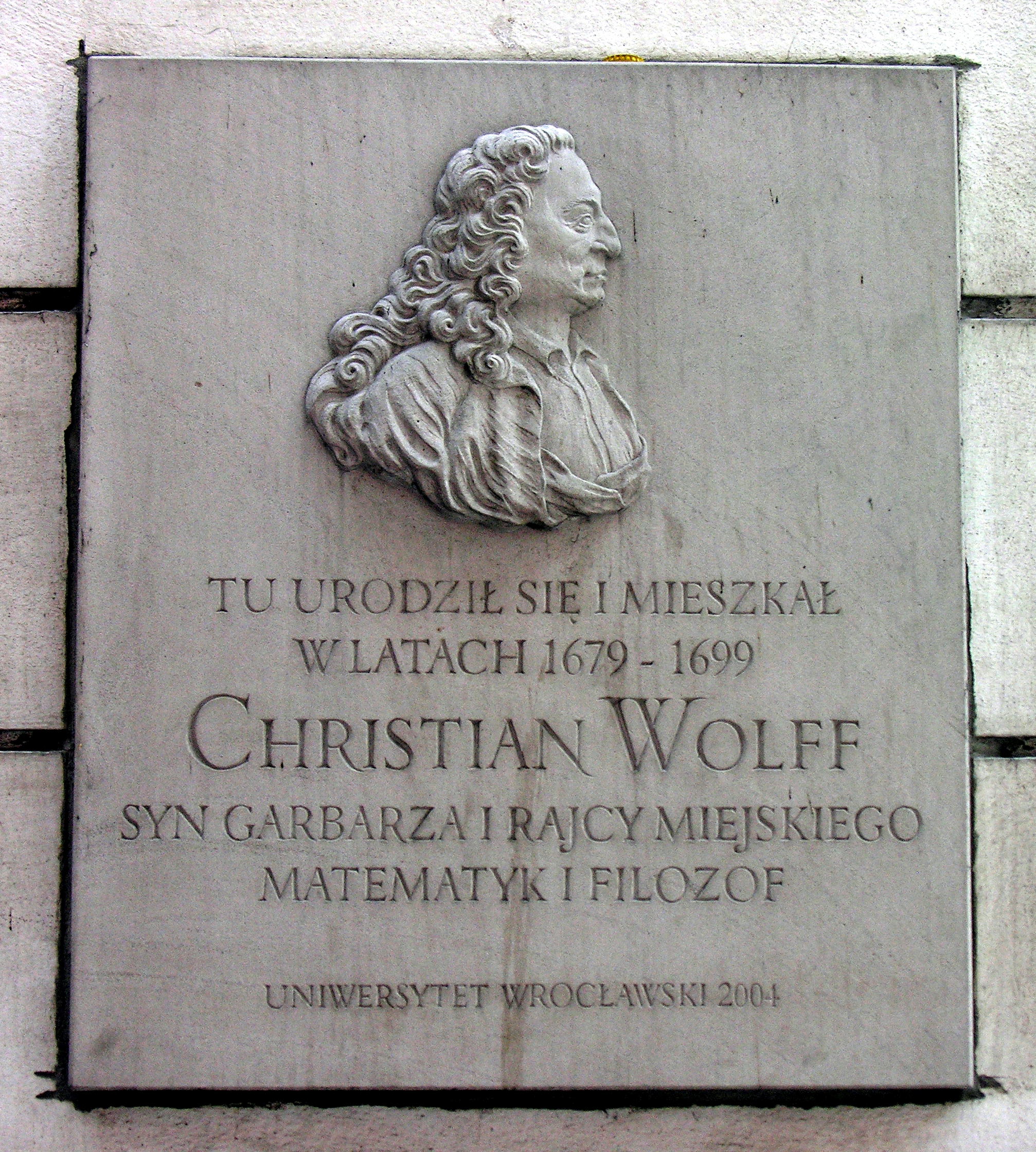
Christian Wolff (filozof)

Christian von Wolff este considerat autorul care a folosit pentru prima dată termenul de psihologie. 
- Psihologia empirica
- Psihologia rationalis